# Ernst Brandenburger
Ernst Brandenburger, verksam från 1689, död 1713, var en dansk byggmästare och entreprenör, som i samarbete med Christoph Marselis och Wilhelm Friedrich von Platen satte sin prägel på barockens arkitektur under kung Fredrik IV:s tidiga regeringstid. Han blev begraven den 14 december 1713 i Sankt Petri kyrka, Köpenhamn.
Brandenburger blev installerad som byggmästare i Fyns stift den 29 november 1689, fick en beställning den 25 januari 1690, var murarmästare vid de kungliga slotten 1695 och entreprenör vid kungens byggnader i Danmark 1698. Han var kunglig byggnadsinspektör från 1704 till sin död. Han övertog 1700 ett tegelbruk i Vedbæk.

## Verk i urval
- Mangårdsbyggnaden på Stensballegård (1691-93)
- Clausholms nybyggnad (1693-1701)
- Niels Juels gravkapell vid Holmens Kirke (1697, nedrivet)
- Frederiksbergs slott (1699-1704, senare ombyggt)
- Ridhus på Frederiksborgs slott (1699, nedrivet)
- Operahuset, Fredericiagade, Köpenhamn (1701-02, senare ombyggt, nu del av Østre Landsret)
- Ulrik Frederik Gyldenløves palats, Dronningens Tværgade 2, Köpenhamn (1700-02, senare ombyggt, känt som Moltkes palats)